# 3931 Batten
För andra betydelser, se Batten.
3931 Batten eller 1984 EN är en asteroid i huvudbältet som upptäcktes den 1 mars 1984 av den amerikanske astronomen Edward L.G. Bowell vid Anderson Mesa Station. Den är uppkallad efter den kanadensiske astronomen Alan H. Batten.
Asteroiden har en diameter på ungefär 3 kilometer.